# Saison 2005-2006 des Hurricanes de la Caroline
Autres saisons
La saison 2005-2006 des Hurricanes de la Caroline est la 26e saison jouée par la franchise de la Ligue nationale de hockey et la huitième en Caroline du Nord. Après une saison complète annulée en raison d'un lock-out, les Hurricanes terminent lors de la saison 2005-2006 au deuxième rang de leur association derrière les Sénateurs d'Ottawa. Ils remportent les séries éliminatoires et la Coupe Stanley lors de la finale contre les Oilers d'Edmonton 4 matchs à 3.

## Joueurs repêchés
En raison de la saison annulée par un lock-out, l'ordre du repêchage est déterminé par une loterie spéciale. Les Hurricanes font partie des dix équipes avec deux boules (quatre équipes ont trois boules et 16 n'ont qu'une seule boule). Les Hurricanes sont la troisième équipe à sélectionner un joueur derrière les Penguins de Pittsburgh et les Mighty Ducks d'Anaheim.
Au cours de l'encan, les Hurricanes sélectionnent au troisième rang le défenseur américain Jack Johnson.
| Tour | Choix | Nom               | Poste         | Nationalité | Équipe précédente                               |
| ---- | ----- | ----------------- | ------------- | ----------- | ----------------------------------------------- |
| 1    | 3     | Jack Johnson      | Défenseur     | États-Unis  | United States National Development Team (NAHL)  |
| 2    | 58    | Nate Hagemo       | Défenseur     | États-Unis  | Wolverines du Michigan (CCHA)                   |
| 3    | 64    | Joe Barnes        | Centre        | Canada      | Blades de Saskatoon (LHOu)                      |
| 4    | 94    | Jakub Vojta       | Défenseur     | Tchéquie    | HC Sparta Prague junior (République tchèque)    |
| 4    | 123   | Ondrej Otčenaš    | Ailier gauche | Slovaquie   | Dukla Trenčín junior (Slovaquie)                |
| 5    | 145   | Timothy Kunes     | Défenseur     | États-Unis  | Falcons de la Nouvelle-Angleterre junior (EJHL) |
| 5    | 159   | Risto Korhonen    | Défenseur     | Finlande    | Kärpät Oulu junior (Finlande)                   |
| 6    | 192   | Nicolas Blanchard | Ailier gauche | Canada      | Saguenéens de Chicoutimi (LHJMQ)                |
| 7    | 198   | Kyle Lawson       | Défenseur     | États-Unis  | United States National Development Team (NAHL)  |

## Saison régulière

### Composition de l'équipe
| Joueur            | PJ | B  | A  | Pts | +/- | Pun | Commentaire                                        |
| ----------------- | -- | -- | -- | --- | --- | --- | -------------------------------------------------- |
| Eric Staal        | 82 | 45 | 55 | 100 | -8  | 81  |                                                    |
| Justin Williams   | 82 | 31 | 45 | 76  | +1  | 60  |                                                    |
| Cory Stillman     | 72 | 21 | 55 | 76  | -9  | 32  | A - assistant capitaine                            |
| Rod Brind'Amour   | 78 | 31 | 39 | 70  | +8  | 68  | C - capitaine de l'équipe                          |
| Erik Cole         | 60 | 30 | 29 | 59  | +19 | 54  |                                                    |
| Ray Whitney       | 63 | 17 | 38 | 55  | 0   | 42  |                                                    |
| Matt Cullen       | 78 | 25 | 24 | 49  | +4  | 40  |                                                    |
| František Kaberle | 77 | 6  | 38 | 44  | +8  | 46  |                                                    |
| Bret Hedican      | 74 | 5  | 22 | 27  | +11 | 58  |                                                    |
| Aaron Ward        | 71 | 6  | 19 | 25  | +2  | 62  |                                                    |
| Kevyn Adams       | 82 | 15 | 8  | 23  | 0   | 36  | A - assistant capitaine                            |
| Oleg Tverdovski   | 72 | 3  | 20 | 23  | -1  | 37  |                                                    |
| Craig Adams       | 67 | 10 | 11 | 21  | +1  | 51  |                                                    |
| Doug Weight       | 23 | 4  | 9  | 13  | -6  | 25  | Commence la saison avec les Blues de Saint-Louis   |
| Mike Commodore    | 72 | 3  | 10 | 13  | +12 | 138 |                                                    |
| Chad Larose       | 49 | 1  | 12 | 13  | +7  | 35  |                                                    |
| Andrew Ladd       | 29 | 6  | 5  | 11  | 0   | 4   |                                                    |
| Andrew Hutchinson | 36 | 3  | 8  | 11  | -2  | 18  |                                                    |
| Glen Wesley       | 64 | 2  | 8  | 10  | +10 | 46  | A - assistant capitaine                            |
| Josef Vašíček     | 23 | 4  | 5  | 9   | +3  | 8   |                                                    |
| Niclas Wallin     | 50 | 4  | 4  | 8   | +2  | 42  |                                                    |
| Mark Recchi       | 20 | 4  | 3  | 7   | -8  | 12  | Commence la saison avec les Penguins de Pittsburgh |
| Niklas Nordgren   | 43 | 4  | 2  | 6   | -4  | 30  | Finit la saison avec les Penguins de Pittsburgh    |
| Anton Babtchouk   | 22 | 3  | 2  | 5   | -2  | 6   | Commence la saison avec les Blackhawks de Chicago  |
| Radim Vrbata      | 16 | 2  | 3  | 5   | 0   | 6   | Finit la saison avec les Blackhawks de Chicago     |
| Mike Zigomanis    | 21 | 1  | 0  | 1   | +1  | 4   | Finit la saison avec les Blues de Saint-Louis      |
| David Gove        | 1  | 0  | 1  | 1   | +2  | 0   |                                                    |
| Keith Aucoin      | 7  | 0  | 1  | 1   | -4  | 4   |                                                    |
| Danny Richmond    | 10 | 0  | 1  | 1   | -3  | 7   | Finit la saison avec les Blackhawks de Chicago     |
| Jesse Boulerice   | 26 | 0  | 0  | 0   | -3  | 51  | Finit la saison avec les Blues de Saint-Louis      |

| Joueur        | PJ | V  | D  | DP | Min   | BC  | BL | Moy  | %Arr   | A | Pun |
| ------------- | -- | -- | -- | -- | ----- | --- | -- | ---- | ------ | - | --- |
| Martin Gerber | 60 | 38 | 14 | 6  | 3 493 | 162 | 3  | 2,78 | 90,6 % | 2 | 4   |
| Cam Ward      | 28 | 14 | 8  | 2  | 1 484 | 91  | 0  | 3,68 | 88,2 % | 2 | 0   |

### Match après match
Cette section présente les matchs 2005-2006 de saison régulière des Hurricanes du 5 octobre au 18 avril.
Nota : les résultats sont indiqués dans la boîte déroulante ci-dessous afin de ne pas surcharger l'affichage de la page. La colonne « Fiche » indique à chaque match le parcours de l'équipe au niveau des victoires, défaites et défaites en prolongation ou lors de la séance de tir de fusillade (dans l'ordre).

### Classement
| Clt   | Équipe                    | PJ | V  | D  | DP | BP  | BC  | Pts |
| ----- | ------------------------- | -- | -- | -- | -- | --- | --- | --- |
| +001, | Hurricanes de la Caroline | 82 | 52 | 22 | 8  | 294 | 260 | 112 |
| +002, | Lightning de Tampa Bay    | 82 | 43 | 33 | 6  | 252 | 260 | 92  |
| +003, | Thrashers d'Atlanta       | 82 | 41 | 33 | 8  | 281 | 275 | 91  |
| +004, | Panthers de la Floride    | 82 | 37 | 34 | 11 | 240 | 257 | 85  |
| +005, | Capitals de Washington    | 82 | 29 | 41 | 12 | 237 | 306 | 70  |

| +001, | Sénateurs d'Ottawa        | Nord-Est   | 82 | 52 | 21 | 9  | 314 | 211 | 113 |  |  |  |
| +002, | Hurricanes de la Caroline | Sud-Est    | 82 | 52 | 22 | 8  | 294 | 260 | 112 |  |  |  |
| +003, | Devils du New Jersey      | Atlantique | 82 | 46 | 27 | 9  | 242 | 229 | 101 |  |  |  |
| +004, | Sabres de Buffalo         | Nord-Est   | 82 | 52 | 24 | 6  | 281 | 239 | 110 |  |  |  |
| +005, | Flyers de Philadelphie    | Atlantique | 82 | 45 | 26 | 11 | 267 | 259 | 101 |  |  |  |
| +006, | Rangers de New York       | Atlantique | 82 | 44 | 26 | 12 | 257 | 215 | 100 |  |  |  |
| +007, | Canadiens de Montréal     | Nord-Est   | 82 | 42 | 31 | 9  | 243 | 247 | 93  |  |  |  |
| +008, | Lightning de Tampa Bay    | Sud-Est    | 82 | 43 | 33 | 6  | 252 | 260 | 92  |  |  |  |
|       |                           |            |    |    |    |    |     |     |     |  |  |  |
| +009, | Maple Leafs de Toronto    | Nord-Est   | 82 | 41 | 33 | 8  | 257 | 270 | 90  |  |  |  |
| +010, | Thrashers d'Atlanta       | Sud-Est    | 82 | 41 | 33 | 8  | 281 | 275 | 91  |  |  |  |
| +011, | Panthers de la Floride    | Sud-Est    | 82 | 37 | 34 | 11 | 240 | 257 | 85  |  |  |  |
| +012, | Islanders de New York     | Atlantique | 82 | 36 | 40 | 6  | 230 | 278 | 78  |  |  |  |
| +013, | Bruins de Boston          | Nord-Est   | 82 | 29 | 37 | 16 | 230 | 266 | 74  |  |  |  |
| +014, | Capitals de Washington    | Sud-Est    | 82 | 29 | 41 | 12 | 237 | 306 | 70  |  |  |  |
| +015, | Penguins de Pittsburgh    | Atlantique | 82 | 22 | 46 | 14 | 244 | 316 | 58  |  |  |  |

## Séries éliminatoires

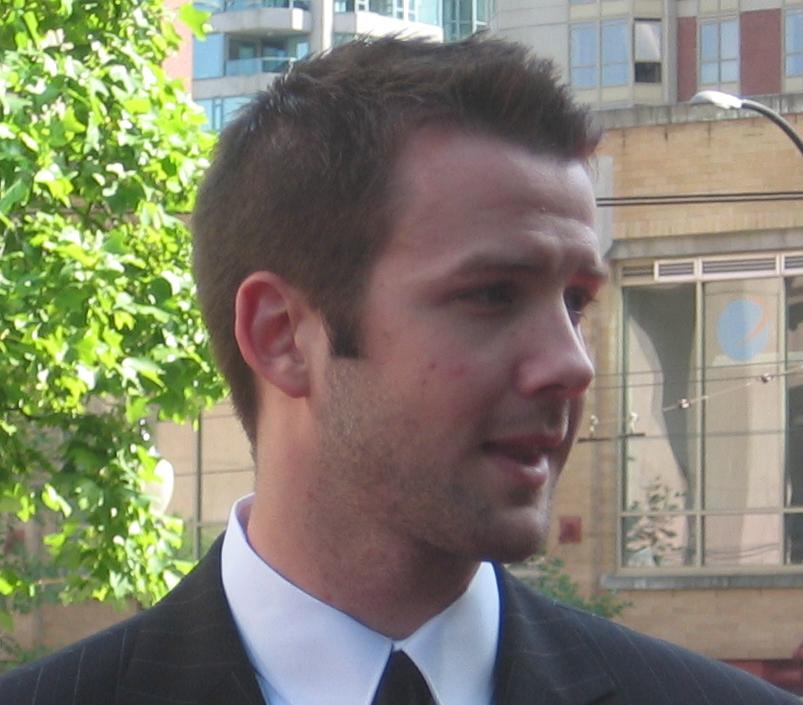
Cam Ward, vainqueur du trophée Conn-Smythe.

Deuxièmes dans l'Association de l'Est, les Canes affrontent les Canadiens de Montréal mais après deux matchs perdus, Gerber est remplacé par Ward. Les Hurricanes remportent les quatre matchs suivants et éliminent les Canadiens après un but en prolongation marqué lors du sixième match par Stillman. L'équipe affronte par la suite les Devils du New Jersey au second tour et parviennent à sortir ces derniers en cinq matchs.
En finale d'Association de l'Est, l'équipe est confrontée aux Sabres de Buffalo, qui ont fini à deux points des Hurricanes dans le classement de la saison régulière. Les deux équipes se disputent jusqu'au septième match où le but vainqueur est marqué par Rod Brind'Amour. Les Hurricanes atteignent pour la deuxième fois de leur histoire en finale de la Coupe Stanley.
Ils affrontent les Oilers d'Edmonton, huitième et dernière équipe qualifiée pour l'Association de l'Ouest. Les Hurricanes gagnent le premier match de la finale 5-4 après avoir été menés 3-0 puis Ward blanchit les Oilers lors du second match remporté 5-0 par les Canes. Les Hurricanes mènent la finale 3 matchs à 1 et ont la chance de remporter la Coupe lors du cinquième match mais les Oilers remportent les deux matchs suivants 4-3 en prolongation puis 4-0 et finalement la série se joue dans un septième et dernier match sur la glace des Hurricanes, le RBC Center, le 19 juin 2006. Les joueurs locaux l'emportent 3-1 et remportent la première Coupe Stanley de leur histoire. Ward remporte le trophée Conn-Smythe du meilleur joueur des séries éliminatoires. Il devient le premier gardien recrue à remporter ce trophée depuis Ron Hextall en 1987.
Eric Staal est le meilleur pointeur des Hurricanes mais également de la LNH lors des séries avec 28 points. Son coéquipier Cory Stillman est le dauphin du classement avec 26 points.

### Premier tour
Les Hurricanes partaient largement favoris dans cette série mais les Canadiens ont remporté deux victoires éclatantes en Caroline pour prendre une avance de 2-0. Le point tournant de la série fut l'entrée en scène du gardien recrue Cam Ward, qui est venu en relève d'un Martin Gerber chancelant lors des deux premiers matchs, pour ensuite entreprendre le troisième match à Montréal. Les Hurricanes ont remporté les quatre parties suivantes avec Ward devant le filet pour éliminer les Canadiens. Chez les perdants, Saku Koivu a été blessé sérieusement dans le troisième match, atteint par un coup de bâton dans l'œil, et n'est pas revenu au jeu dans la série.
| 22 avril | Caroline | 1-6 (1-2, 0-2, 0-2) | Montréal | RBC Center 18 812 spectateurs |

| Feuille de match | Feuille de match | Feuille de match            | Feuille de match | Feuille de match                                                     |
| ---------------- | ---------------- | --------------------------- | --- | -------------------------------------------------------------------- |
|                  | Cullen — 50 s    | 1-0 1-1 1-2 1-3 1-4 1-5 1-6 | Bouillon (Ryder, Higgins) — 8 min 23 s (SN) Bonk (Dandenault, Sundström) — 16 min 17 s Kovaliov (Plekanec, Rivet) — 22 min 18 s Higgins (Sundström, Koivu) — 36 min 1 s Kovaliov (Ribeiro, Bouillon) — 51 min 40 s (SN) Souray (Plekanec, Kovaliov) — 58 min 12 s | Arbitrage : Greg Kimmerly, Don Koharski Steve Miller, Pierre Racicot |
| Gerber           | Gardiens         | Huet                        | | Arbitrage : Greg Kimmerly, Don Koharski Steve Miller, Pierre Racicot |
| 8 min            | Pénalités        | 12 min                      | | Arbitrage : Greg Kimmerly, Don Koharski Steve Miller, Pierre Racicot |
| 43               | Tirs             | 21                          | | Arbitrage : Greg Kimmerly, Don Koharski Steve Miller, Pierre Racicot |

| 24 avril | Caroline | 5-6 (2 pr) (0-3, 2-0, 3-2, 0-0, 0-1) | Montréal | RBC Center 18 730 spectateurs |

| Feuille de match | Feuille de match | Feuille de match                            | Feuille de match | Feuille de match                                                   |
| ---------------- | --- | ------------------------------------------- | --- | ------------------------------------------------------------------ |
|                  | Cullen (Staal, Ladd) — 21 min 42 s Brind'Amour (Weight, Staal) — 29 min 5 s (SN) Whitney (Recchi, Staal) — 40 min 22 s (SN) Brind'Amour (Williams-Staal) — 41 min 15 s (SN) Stillman (Hedican, Cullen) — 58 min 30 s | 0-1 0-2 0-3 1-3 2-3 3-3 4-3 4-4 4-5 5-5 5-6 | Bulis (Kovaliov) — 4 min 48 s Ryder (Markov, Dandenault) — 13 min 35 s (SN) Bonk (Sundström, Rivet) — 14 min 46 s Kovaliov (Bulis, Dandenault) — 45 min 22 s Zedník (Perejoguine, Plekanec) — 45 min 58 s Ryder (Higgins, Koivu) — 82 min 32 s | Arbitrage : Paul Devorski, Brad Meier Steve Miller, Pierre Racicot |
| Gerber, C. Ward  | Gardiens | Huet                                        | | Arbitrage : Paul Devorski, Brad Meier Steve Miller, Pierre Racicot |
| 20 min           | Pénalités | 20 min                                      | | Arbitrage : Paul Devorski, Brad Meier Steve Miller, Pierre Racicot |
| 46               | Tirs | 36                                          | | Arbitrage : Paul Devorski, Brad Meier Steve Miller, Pierre Racicot |

| 26 avril | Montréal | 1-2 (pr) (0-0, 1-0, 0-1, 0-1) | Caroline | Centre Bell 21 273 spectateurs |

| Feuille de match | Feuille de match                          | Feuille de match | Feuille de match                                                                            | Feuille de match                                                   |
| ---------------- | ----------------------------------------- | ---------------- | ------------------------------------------------------------------------------------------- | ------------------------------------------------------------------ |
|                  | Zednik (Ryder, Souray) — 29 min 17 s (SN) | 1-0 1-1 1-2      | Brind'Amour (Hedican, Commodore) — 31 min 27 s Staal (Hedican, Stillman) — 63 min 38 s (SN) | Arbitrage : Dennis LaRue, Dan Marouelli Michel Cormier, Jean Morin |
| Huet             | Gardiens                                  | C. Ward          |                                                                                             | Arbitrage : Dennis LaRue, Dan Marouelli Michel Cormier, Jean Morin |
| 14 min           | Pénalités                                 | 6 min            |                                                                                             | Arbitrage : Dennis LaRue, Dan Marouelli Michel Cormier, Jean Morin |
| 28               | Tirs                                      | 36               |                                                                                             | Arbitrage : Dennis LaRue, Dan Marouelli Michel Cormier, Jean Morin |

| 28 avril | Montréal | 2-3 (0-2, 2-0, 0-1) | Caroline | Centre Bell 21 273 spectateurs |

| Feuille de match | Feuille de match                                                                             | Feuille de match    | Feuille de match | Feuille de match                                                    |
| ---------------- | -------------------------------------------------------------------------------------------- | ------------------- | --- | ------------------------------------------------------------------- |
|                  | Perejoguine (Bouillon, Plekanec) — 25 min 21 s Souray (Kovaliov, Ribeiro) — 32 min 58 s (SN) | 0-1 0-2 1-2 2-2 2-3 | Williams (Staal, Doug Weight) — 10 min 22 s A. Ward (Williams, Stillman) — 11 min 33 s Brind'Amour (Wallin, Recchi) — 45 min 54 s | Arbitrage : Tim Peel, Don VanMassenhoven Michel Cormier, Jean Morin |
| Huet             | Gardiens                                                                                     | C. Ward             | | Arbitrage : Tim Peel, Don VanMassenhoven Michel Cormier, Jean Morin |
| 25 min           | Pénalités                                                                                    | 30 min              | | Arbitrage : Tim Peel, Don VanMassenhoven Michel Cormier, Jean Morin |
| 4                | Tirs                                                                                         | 8                   | | Arbitrage : Tim Peel, Don VanMassenhoven Michel Cormier, Jean Morin |

| 30 avril | Caroline | 2-1 (1-0, 1-1, 0-0) | Montréal | RBC Center 18 887 spectateurs |

| Feuille de match | Feuille de match                                                                            | Feuille de match | Feuille de match                | Feuille de match                                                  |
| ---------------- | ------------------------------------------------------------------------------------------- | ---------------- | ------------------------------- | ----------------------------------------------------------------- |
|                  | Staal (Stillman, Brind'Amour) — 4 min 27 s (SN) Cullen (Weight, Kaberle) — 33 min 57 s (SN) | 1-0 2-0 2-1      | Kovaliov (Souray) — 39 min 32 s | Arbitrage : Kerry Fraser, Eric Furlatt Vaughan Rody, Jay Sharrers |
| C. Ward          | Gardiens                                                                                    | Huet             |                                 | Arbitrage : Kerry Fraser, Eric Furlatt Vaughan Rody, Jay Sharrers |
| 10 min           | Pénalités                                                                                   | 10 min           |                                 | Arbitrage : Kerry Fraser, Eric Furlatt Vaughan Rody, Jay Sharrers |
| 28               | Tirs                                                                                        | 31               |                                 | Arbitrage : Kerry Fraser, Eric Furlatt Vaughan Rody, Jay Sharrers |

| 2 mai | Montréal | 1-2 (pr) (1-1, 0-0, 0-0, 0-1) | Caroline | Centre Bell 21 273 spectateurs |

| Feuille de match | Feuille de match                          | Feuille de match | Feuille de match                                                | Feuille de match                                                       |
| ---------------- | ----------------------------------------- | ---------------- | --------------------------------------------------------------- | ---------------------------------------------------------------------- |
|                  | Souray (Ryder, Higgins) — 6 min 31 s (SN) | 1-0 1-1 1-2      | Recchi (Staal) — 7 min 1 s Stillman (Brind'Amour) — 61 min 19 s | Arbitrage : Bill McCreary, Kevin Pollock Pierre Champoux, Brian Murphy |
| Huet             | Gardiens                                  | C. Ward          |                                                                 | Arbitrage : Bill McCreary, Kevin Pollock Pierre Champoux, Brian Murphy |
| 8 min            | Pénalités                                 | 10 min           |                                                                 | Arbitrage : Bill McCreary, Kevin Pollock Pierre Champoux, Brian Murphy |
| 26               | Tirs                                      | 29               |                                                                 | Arbitrage : Bill McCreary, Kevin Pollock Pierre Champoux, Brian Murphy |

### Second tour
| 6 mai | Caroline | 6-0 (1-0, 3-0, 2-0) | New Jersey | RBC Center 18 730 spectateurs |

| Feuille de match | Feuille de match | Feuille de match        | Feuille de match | Feuille de match                                                       |
| ---------------- | --- | ----------------------- | ---------------- | ---------------------------------------------------------------------- |
|                  | Whitney (Cullen, Weight) — 11 min 37 s (SN) Whitney (Staal) — 22 min 58 s Eric Staal (Brind'Amour) — 37 min 32 s (SN) Stillman (Williams, Staal) — 38 min 6 s (SN) Weight (Kaberle, Ward) — 52 min 7 s (SN) Brind'Amour (Hedican, Stillman) — 53 min 7 s (SN) | 1-0 2-0 3-0 4-0 5-0 6-0 |                  | Arbitrage : Don Koharski, Dan O'Halloran Greg Devorski, Pierre Racicot |
| Ward             | Gardiens | Brodeur, Clemmensen     |                  | Arbitrage : Don Koharski, Dan O'Halloran Greg Devorski, Pierre Racicot |
| 19 min           | Pénalités | 35 min                  |                  | Arbitrage : Don Koharski, Dan O'Halloran Greg Devorski, Pierre Racicot |
| 38               | Tirs | 21                      |                  | Arbitrage : Don Koharski, Dan O'Halloran Greg Devorski, Pierre Racicot |

| 8 mai | Caroline | 3-2 (pr) (0-1, 1-0, 1-1, 1-0) | New Jersey | RBC Center 18 730 spectateurs |

| Feuille de match | Feuille de match | Feuille de match    | Feuille de match                                                                         | Feuille de match                                             |
| ---------------- | --- | ------------------- | ---------------------------------------------------------------------------------------- | ------------------------------------------------------------ |
|                  | Recchi (Whitney, Weight) — 38 min 18 s (SN) Staal (Williams, Stillman) — 59 min 57 s Wallin (Brind'Amour) — 63 min 9 s | 0-1 1-1 1-2 2-2 3-2 | Langenbrunner (Eliáš, Rafalski) — 6 min 20 s Gomez (Parisé, Langenbrunner) — 59 min 39 s | Arbitrage : Kevin Pollock, Rob Shick Brian Murphy, Tim Nowak |
| Ward             | Gardiens | Brodeur             |                                                                                          | Arbitrage : Kevin Pollock, Rob Shick Brian Murphy, Tim Nowak |
| 14 min           | Pénalités | 16 min              |                                                                                          | Arbitrage : Kevin Pollock, Rob Shick Brian Murphy, Tim Nowak |
| 38               | Tirs | 23                  |                                                                                          | Arbitrage : Kevin Pollock, Rob Shick Brian Murphy, Tim Nowak |

| 10 mai | New Jersey | 2-3 (1-2, 1-1, 0-0) | Caroline | Continental Airlines Arena 16 862 spectateurs |

| Feuille de match | Feuille de match                                                                               | Feuille de match    | Feuille de match                                                                                                 | Feuille de match                                                      |
| ---------------- | ---------------------------------------------------------------------------------------------- | ------------------- | --- | --------------------------------------------------------------------- |
|                  | Bryline (Langenbrunner, Eliáš) — 2 min 57 s Eliáš (Rafalski, Langenbrunner) — 28 min 45 s (SN) | 1-0 1-1 1-2 2-2 2-3 | Cullen (Kaberle, Recchi) — 8 min 16 s (SN) Williams — 10 min 7 s Brind'Amour (Staal, Hedican) — 38 min 59 s (SN) | Arbitrage : Paul Devorski, Don VanMassenhoven Brian Murphy, Tim Nowak |
| Brodeur          | Gardiens                                                                                       | Ward                | | Arbitrage : Paul Devorski, Don VanMassenhoven Brian Murphy, Tim Nowak |
| 12 min           | Pénalités                                                                                      | 14 min              | | Arbitrage : Paul Devorski, Don VanMassenhoven Brian Murphy, Tim Nowak |
| 30               | Tirs                                                                                           | 24                  | | Arbitrage : Paul Devorski, Don VanMassenhoven Brian Murphy, Tim Nowak |

| 13 mai | New Jersey | 5-1 (3-0, 2-1, 0-0) | Caroline | Continental Airlines Arena 17 585 spectateurs |

| Feuille de match | Feuille de match | Feuille de match        | Feuille de match                       | Feuille de match                                                 |
| ---------------- | --- | ----------------------- | -------------------------------------- | ---------------------------------------------------------------- |
|                  | Gomez (Rafalski, Eliáš) — 1 min 58 s (SN) Pandolfo (Madden) — 11 min 2 s (IN) Gomez (Langenbrunner, Rafalski) — 19 min (SN) Bryline (Eliáš) — 20 min 44 s Madden (Hale, Pandolfo) — 24 min 23 s | 1-0 2-0 3-0 4-0 5-0 5-1 | Recchi (Staal, Commodore) — 31 min 4 s | Arbitrage : Dave Jackson, Brad Watson Scott Driscoll, Jean Morin |
| Brodeur          | Gardiens | Ward, Gerber            |                                        | Arbitrage : Dave Jackson, Brad Watson Scott Driscoll, Jean Morin |
| 22 min           | Pénalités | 26 min                  |                                        | Arbitrage : Dave Jackson, Brad Watson Scott Driscoll, Jean Morin |
| 33               | Tirs | 20                      |                                        | Arbitrage : Dave Jackson, Brad Watson Scott Driscoll, Jean Morin |

| 14 mai | Caroline | 4-1 (1-1, 1-0, 2-0) | New Jersey | RBC Center 18 730 spectateurs |

| Feuille de match | Feuille de match | Feuille de match    | Feuille de match                 | Feuille de match                                                    |
| ---------------- | --- | ------------------- | -------------------------------- | ------------------------------------------------------------------- |
|                  | Kaberle (Recchi, Cullen) — 8 min 39 s Stillman (Williams, Brind'Amour) — 34 min 20 s (SN) Whitney (Weight, Ladd) — 47 min 22 s Staal (Cullen, Recchi) — 58 min 32 s (CV) | 0-1 1-1 2-1 3-1 4-1 | Gionta (Parise, Rafalski) — 57 s | Arbitrage : Mike Leggo, Michael McGeough Scott Driscoll, Jean Morin |
| Ward             | Gardiens | Brodeur             |                                  | Arbitrage : Mike Leggo, Michael McGeough Scott Driscoll, Jean Morin |
| 10 min           | Pénalités | 4 min               |                                  | Arbitrage : Mike Leggo, Michael McGeough Scott Driscoll, Jean Morin |
| 31               | Tirs | 18                  |                                  | Arbitrage : Mike Leggo, Michael McGeough Scott Driscoll, Jean Morin |

### Finale d'association
| 20 mai | Caroline | 2-3 (1-1, 0-1, 1-1) | Buffalo | RBC Center 18 730 spectateurs |

| Feuille de match | Feuille de match                                                                  | Feuille de match    | Feuille de match | Feuille de match                                                   |
| ---------------- | --------------------------------------------------------------------------------- | ------------------- | --- | ------------------------------------------------------------------ |
|                  | Brind'Amour (Stillman) — 12 min 12 s Commodore (Hedican, Staal) — 57 min 7 s (IN) | 0-1 1-1 1-2 1-3 2-3 | Tallinder (Hecht, Pominville) — 2 min 56 s Brière (Pominville, Pyatt) — 29 min 41 s McKee (Hecht, Fitzpatrick) — 53 min 40 s | Arbitrage : Eric Furlatt, Michael McGeough Brian Murphy, Tim Nowak |
| C. Ward          | Gardiens                                                                          | Miller              | | Arbitrage : Eric Furlatt, Michael McGeough Brian Murphy, Tim Nowak |
| 8 min            | Pénalités                                                                         | 10 min              | | Arbitrage : Eric Furlatt, Michael McGeough Brian Murphy, Tim Nowak |
| 31               | Tirs                                                                              | 27                  | | Arbitrage : Eric Furlatt, Michael McGeough Brian Murphy, Tim Nowak |

| 22 mai | Caroline | 4-3 (1-1, 2-0, 1-2) | Buffalo | RBC Center 18 730 spectateurs |

| Feuille de match | Feuille de match | Feuille de match            | Feuille de match | Feuille de match                                                       |
| ---------------- | --- | --------------------------- | --- | ---------------------------------------------------------------------- |
|                  | Kaberle (Cullen, Stillman) — 10 min 5 s (SN) Whitney (Staal, Weight) — 26 min 3 s (SN) Whitney (Cullen, Wesley) — 32 min 58 s Williams — 46 min 58 s | 1-0 1-1 2-1 3-1 4-1 4-2 4-3 | Vanek (Kotalík, Fitzpatrick) — 19 min 12 s (SN) Drury (Brière, Dumont) — 51 min 39 s (SN) Roy (Drury, Afinoguenov) — 59 min 57 s (SN) | Arbitrage : Dan O'Halloran, Don VanMassenhoven Brian Murphy, Tim Nowak |
| C. Ward          | Gardiens | Miller                      | | Arbitrage : Dan O'Halloran, Don VanMassenhoven Brian Murphy, Tim Nowak |
| 16 min           | Pénalités | 12 min                      | | Arbitrage : Dan O'Halloran, Don VanMassenhoven Brian Murphy, Tim Nowak |
| 35               | Tirs | 19                          | | Arbitrage : Dan O'Halloran, Don VanMassenhoven Brian Murphy, Tim Nowak |

| 24 mai | Buffalo | 4-3 (1-1, 3-1, 0-1) | Caroline | HSBC Arena 18 690 spectateurs |

| Feuille de match | Feuille de match | Feuille de match            | Feuille de match                                                                                            | Feuille de match                                                 |
| ---------------- | --- | --------------------------- | --- | ---------------------------------------------------------------- |
|                  | Drury (Kotalík, Roy) — 19 min 30 s (SN) Brière (Hecht, Dumont) — 21 min 2 s (SN) Brière (Dumont, McKee) — 28 min 28 s Kotalík (Afinoguenov, Lydman) — 32 min 55 s | 0-1 1-1 2-1 3-1 4-1 4-2 4-3 | Stillman — 14 min 7 s Stillman (A. Ward, Williams) — 38 min 18 s Staal (Weight, Kaberle) — 55 min 52 s (SN) | Arbitrage : Marc Joannette, Rob Shick Derek Amell, Greg Devorski |
| Miller           | Gardiens | C. Ward Gerber              | | Arbitrage : Marc Joannette, Rob Shick Derek Amell, Greg Devorski |
| 12 min           | Pénalités | 16 min                      | | Arbitrage : Marc Joannette, Rob Shick Derek Amell, Greg Devorski |
| 33               | Tirs | 27                          | | Arbitrage : Marc Joannette, Rob Shick Derek Amell, Greg Devorski |

| 26 mai | Buffalo | 0-4 (0-2, 0-1, 0-1) | Caroline | HSBC Arena 18 690 spectateurs |

| Feuille de match | Feuille de match | Feuille de match | Feuille de match | Feuille de match                                                     |
| ---------------- | ---------------- | ---------------- | --- | -------------------------------------------------------------------- |
|                  |                  | 0-1 0-2 0-3 0-4  | Recchi (Kaberle, A. Ward) — 6 min 54 s Staal (Hedican, Whitney) — 9 min 53 s (SN) Ladd (Weight, Wesley) — 22 min 10 s Hedican (Williams, Stillman) — 56 min 3 s | Arbitrage : Michael McGeough, Brad Watson Derek Amell, Greg Devorski |
| Miller           | Gardiens         | Gerber           | | Arbitrage : Michael McGeough, Brad Watson Derek Amell, Greg Devorski |
| 4 min            | Pénalités        | 8 min            | | Arbitrage : Michael McGeough, Brad Watson Derek Amell, Greg Devorski |
| 22               | Tirs             | 21               | | Arbitrage : Michael McGeough, Brad Watson Derek Amell, Greg Devorski |

| 28 mai | Caroline | 4-3 (pr) (1-2, 2-1, 0-0, 1-0) | Buffalo | RBC Center 18 730 spectateurs |

| Feuille de match | Feuille de match | Feuille de match            | Feuille de match                                                              | Feuille de match           |
| ---------------- | --- | --------------------------- | ----------------------------------------------------------------------------- | -------------------------- |
|                  | Williams (Stillman, Wallin) — 7 min 25 s Recchi (Weight, Cullen) — 25 min 21 s Brind'Amour (Staal, Kaberle) — 30 min 4 s (SN) Stillman (Whitney, Cullen) — 68 min 46 s (SN) | 0-1 1-1 1-2 1-3 2-3 3-3 4-3 | Drury (Pyatt) — 7 min 8 s Roy — 17 min 32 s Lydman (McKee, Roy) — 21 min 55 s | Jean Morin, Pierre Racicot |
| Gerber C. Ward   | Gardiens | Miller                      |                                                                               | Jean Morin, Pierre Racicot |
| 10 min           | Pénalités | 16 min                      |                                                                               | Jean Morin, Pierre Racicot |
| 26               | Tirs | 26                          |                                                                               | Jean Morin, Pierre Racicot |

| 30 mai | Buffalo | 2-1 (pr) (1-0, 0-0, 0-1, 1-0) | Caroline | HSBC Arena 18 690 spectateurs |

| Feuille de match | Feuille de match                                                                    | Feuille de match | Feuille de match                        | Feuille de match                                                       |
| ---------------- | ----------------------------------------------------------------------------------- | ---------------- | --------------------------------------- | ---------------------------------------------------------------------- |
|                  | Dumont (Brière, Campbell) — 4 min 56 s Brière (Fitzpatrick, Roy) — 64 min 22 s (SN) | 1-0 1-1 2-1      | Hedican (Cullen, Stillman) — 56 min 7 s | Arbitrage : Bill McCreary, Dan O'Halloran Scott Driscoll, Jay Sharrers |
| Miller           | Gardiens                                                                            | C. Ward          |                                         | Arbitrage : Bill McCreary, Dan O'Halloran Scott Driscoll, Jay Sharrers |
| 6 min            | Pénalités                                                                           | 10 min           |                                         | Arbitrage : Bill McCreary, Dan O'Halloran Scott Driscoll, Jay Sharrers |
| 31               | Tirs                                                                                | 26               |                                         | Arbitrage : Bill McCreary, Dan O'Halloran Scott Driscoll, Jay Sharrers |

| 1er juin | Caroline | 4-2 (1-0, 0-2, 3-0) | Buffalo | RBC Center 18 730 spectateurs |

| Feuille de match | Feuille de match | Feuille de match        | Feuille de match                                                           | Feuille de match                                                   |
| ---------------- | --- | ----------------------- | -------------------------------------------------------------------------- | ------------------------------------------------------------------ |
|                  | Commodore (Weight, Williams) — 12 min 5 s Weight (Whitney, Wallin) — 41 min 34 s Brind'Amour (Williams, Stillman) — 51 min 22 s (SN) Williams (Brind'Amour, Stillman) — 59 min 8 s | 1-0 1-1 1-2 2-2 3-2 4-2 | Janik (Kotalík, Hecht) — 35 min 50 s Hecht (Campbell, Drury) — 39 min 55 s | Arbitrage : Paul Devorski, Brad Watson Greg Devorski, Jay Sharrers |
| C. Ward          | Gardiens | Miller                  |                                                                            | Arbitrage : Paul Devorski, Brad Watson Greg Devorski, Jay Sharrers |
| 8 min            | Pénalités | 10 min                  |                                                                            | Arbitrage : Paul Devorski, Brad Watson Greg Devorski, Jay Sharrers |
| 28               | Tirs | 24                      |                                                                            | Arbitrage : Paul Devorski, Brad Watson Greg Devorski, Jay Sharrers |

### Finale de la Coupe Stanley
| 5 juin | Caroline | 5-4 (0-1, 1-2, 4-1) | Edmonton | RBC Center 18 797 spectateurs |

| Feuille de match | Feuille de match | Feuille de match                    | Feuille de match | Feuille de match                                                       |
| ---------------- | --- | ----------------------------------- | --- | ---------------------------------------------------------------------- |
|                  | Brind'Amour (Williams, Stillman) — 37 min 17 s Whitney (Weight, Ladd) — 41 min 40 s Whitney (Recchi, Staal) — 45 min 9 s (SN) Williams (LaRose, A. Ward) — 50 min 2 s (IN) Brind'Amour — 59 min 28 s | 0-1 0-2 0-3 1-3 2-3 3-3 4-3 4-4 5-4 | Pisani (Torres, Špaček) — 8 min 18 s Pronger — 30 min 36 s (TP) Moreau (Greene) — 36 min 23 s Hemský (Stoll, Pronger) — 53 min 31 s (SN) | Arbitrage : Paul Devorski, Michael McGeough Jean Morin, Pierre Racicot |
| C. Ward          | Gardiens | Conklin Roloson                     | | Arbitrage : Paul Devorski, Michael McGeough Jean Morin, Pierre Racicot |
| 14 min           | Pénalités | 10 min                              | | Arbitrage : Paul Devorski, Michael McGeough Jean Morin, Pierre Racicot |
| 26               | Tirs | 38                                  | | Arbitrage : Paul Devorski, Michael McGeough Jean Morin, Pierre Racicot |

| 7 juin | Caroline | 5-0 (1-0, 2-0, 2-0) | Edmonton | RBC Center 18 928 spectateurs |

| Feuille de match | Feuille de match | Feuille de match    | Feuille de match | Feuille de match                                                   |
| ---------------- | --- | ------------------- | ---------------- | ------------------------------------------------------------------ |
|                  | Ladd (Stall, Kaberle) — 6 min 21 s Kaberle (Whitney, Cullen) — 30 min 28 s (SN) Stillman (Wallin, Williams) — 39 min 57 s Weight (Recchi, Cullen) — 42 min 21 s (SN) Recchi (Kaberle, Cullen) — 44 min 12 s (SN) | 1-0 2-0 3-0 4-0 5-0 |                  | Arbitrage : Bill McCreary, Brad Watson Greg Devorski, Jay Sharrers |
| C. Ward          | Gardiens | Markkanen           |                  | Arbitrage : Bill McCreary, Brad Watson Greg Devorski, Jay Sharrers |
| 14 min           | Pénalités | 33 min              |                  | Arbitrage : Bill McCreary, Brad Watson Greg Devorski, Jay Sharrers |
| 26               | Tirs | 25                  |                  | Arbitrage : Bill McCreary, Brad Watson Greg Devorski, Jay Sharrers |

| 10 juin | Edmonton | 2-1 (1-0, 0-0, 1-1) | Caroline | Rexall Place 16 839 spectateurs |

| Feuille de match | Feuille de match                                                           | Feuille de match | Feuille de match                    | Feuille de match                                                       |
| ---------------- | -------------------------------------------------------------------------- | ---------------- | ----------------------------------- | ---------------------------------------------------------------------- |
|                  | Horcoff (Špaček, Hemský) — 2 min 31 s Smyth (Hemský, Špaček) — 57 min 45 s | 1-0 1-1 2-1      | Brind'Amour (Stillman) — 49 min 9 s | Arbitrage : Paul Devorski, Michael McGeough Jean Morin, Pierre Racicot |
| Markkanen        | Gardiens                                                                   | C. Ward          |                                     | Arbitrage : Paul Devorski, Michael McGeough Jean Morin, Pierre Racicot |
| 10 min           | Pénalités                                                                  | 14 min           |                                     | Arbitrage : Paul Devorski, Michael McGeough Jean Morin, Pierre Racicot |
| 30               | Tirs                                                                       | 25               |                                     | Arbitrage : Paul Devorski, Michael McGeough Jean Morin, Pierre Racicot |

| 12 juin | Edmonton | 1-2 (1-1, 0-1, 0-0) | Caroline | Rexall Place 16 839 spectateurs |

| Feuille de match | Feuille de match                      | Feuille de match | Feuille de match                                                                  | Feuille de match                                                   |
| ---------------- | ------------------------------------- | ---------------- | --------------------------------------------------------------------------------- | ------------------------------------------------------------------ |
|                  | Samsonov (Dvořák, Stoll) — 8 min 40 s | 1-0 1-1 1-2      | Stillman (Kaberle, Staal) — 9 min 9 s (SN) Recchi (Staal, Stillman) — 35 min 56 s | Arbitrage : Bill McCreary, Brad Watson Greg Devorski, Jay Sharrers |
| Markkanen        | Gardiens                              | Ward             |                                                                                   | Arbitrage : Bill McCreary, Brad Watson Greg Devorski, Jay Sharrers |
| 12 min           | Pénalités                             | 12 min           |                                                                                   | Arbitrage : Bill McCreary, Brad Watson Greg Devorski, Jay Sharrers |
| 21               | Tirs                                  | 20               |                                                                                   | Arbitrage : Bill McCreary, Brad Watson Greg Devorski, Jay Sharrers |

| 14 juin | Caroline | 3-4 (pr) (2-3, 1-0, 0-0, 0-1) | Edmonton | RBC Center 18 974 spectateurs |

| Feuille de match | Feuille de match | Feuille de match            | Feuille de match | Feuille de match                                                       |
| ---------------- | --- | --------------------------- | --- | ---------------------------------------------------------------------- |
|                  | Pisani (Pronger, Torres) — 16 s Hemský (Tärnström, Staios) — 13 min 25 s (SN) Peca (Hemský, Pronger) — 19 min 42 s Pisani — 63 min 31 s (IN) | 0-1 1-1 2-1 2-2 2-3 3-3 3-4 | Staal (Weight, Hedican) — 5 min 54 s (SN) Whitney (Staal, Recchi) — 10 min 16 s (SN) Staal (Whitney, Stillman) — 29 min 56 s (SN) | Arbitrage : Paul Devorski, Michael McGeough Jean Morin, Pierre Racicot |
| C. Ward          | Gardiens | Markkanen                   | | Arbitrage : Paul Devorski, Michael McGeough Jean Morin, Pierre Racicot |
| 14 min           | Pénalités | 16 min                      | | Arbitrage : Paul Devorski, Michael McGeough Jean Morin, Pierre Racicot |
| 24               | Tirs | 29                          | | Arbitrage : Paul Devorski, Michael McGeough Jean Morin, Pierre Racicot |

| 17 juin | Edmonton | 4-0 (0-0, 2-0, 2-0) | Caroline | Rexall Place 16 839 spectateurs |

| Feuille de match | Feuille de match | Feuille de match | Feuille de match | Feuille de match                                                   |
| ---------------- | --- | ---------------- | ---------------- | ------------------------------------------------------------------ |
|                  | Pisani (Hemský, Špaček) — 21 min 45 s (SN) Torres (Staios, Pisani) — 29 min 54 s Smyth (Peca, Špaček) — 43 min 4 s (SN) Horcoff (Dvořák, Tärnström) — 53 min 5 s (SN) | 1-0 2-0 3-0 4-0  |                  | Arbitrage : Bill McCreary, Brad Watson Greg Devorski, Jay Sharrers |
| Markkanen        | Gardiens | C. Ward          |                  | Arbitrage : Bill McCreary, Brad Watson Greg Devorski, Jay Sharrers |
| 14 min           | Pénalités | 20 min           |                  | Arbitrage : Bill McCreary, Brad Watson Greg Devorski, Jay Sharrers |
| 34               | Tirs | 16               |                  | Arbitrage : Bill McCreary, Brad Watson Greg Devorski, Jay Sharrers |

| 19 juin | Caroline | 3-1 (1-0, 1-0, 1-1) | Edmonton | RBC Center 18 978 spectateurs |

| Feuille de match | Feuille de match | Feuille de match | Feuille de match                     | Feuille de match                                                   |
| ---------------- | --- | ---------------- | ------------------------------------ | ------------------------------------------------------------------ |
|                  | A. Ward (Recchi, Cullen) — 1 min 26 s Kaberle (Stillman, Cullen) — 24 min 18 s (SN) Williams (Staal, Hedican) — 58 min 59 s (CV) | 1-0 2-0 2-1 3-1  | Pisani (Murray, Torres) — 41 min 3 s | Arbitrage : Bill McCreary, Brad Watson Greg Devorski, Jay Sharrers |
| C. Ward          | Gardiens | Markkanen        |                                      | Arbitrage : Bill McCreary, Brad Watson Greg Devorski, Jay Sharrers |
| 10 min           | Pénalités | 12 min           |                                      | Arbitrage : Bill McCreary, Brad Watson Greg Devorski, Jay Sharrers |
| 27               | Tirs | 23               |                                      | Arbitrage : Bill McCreary, Brad Watson Greg Devorski, Jay Sharrers |

### Composition de l'équipe
| Joueur            | PJ | B  | A  | Pts | Pun |
| ----------------- | -- | -- | -- | --- | --- |
| Eric Staal        | 25 | 9  | 19 | 28  | 8   |
| Cory Stillman     | 25 | 9  | 17 | 26  | 14  |
| Matt Cullen       | 25 | 4  | 14 | 18  | 12  |
| Rod Brind'Amour   | 25 | 12 | 6  | 18  | 16  |
| Justin Williams   | 25 | 7  | 11 | 18  | 34  |
| Mark Recchi       | 25 | 7  | 9  | 16  | 18  |
| Doug Weight       | 23 | 3  | 13 | 16  | 20  |
| Ray Whitney       | 24 | 9  | 6  | 15  | 14  |
| František Kaberle | 25 | 4  | 9  | 13  | 8   |
| Bret Hedican      | 25 | 2  | 9  | 11  | 42  |
| Niclas Wallin     | 25 | 1  | 4  | 5   | 14  |
| Andrew Ladd       | 17 | 2  | 3  | 5   | 4   |
| Aaron Ward        | 25 | 2  | 3  | 5   | 18  |
| Mike Commodore    | 25 | 2  | 2  | 4   | 33  |
| Glen Wesley       | 25 | 0  | 2  | 2   | 16  |
| Chad LaRose       | 21 | 0  | 1  | 1   | 10  |
| Josef Vašíček     | 8  | 0  | 0  | 0   | 2   |
| Craig Adams       | 25 | 0  | 0  | 0   | 10  |
| Oleg Tverdovski   | 5  | 0  | 0  | 0   | 0   |
| Kevyn Adams       | 25 | 0  | 0  | 0   | 14  |
| Erik Cole         | 2  | 0  | 0  | 0   | 0   |

| Joueur        | PJ | V  | D | Min   | BC | BL | Moy  | %Arr   | A | Pun |
| ------------- | -- | -- | - | ----- | -- | -- | ---- | ------ | - | --- |
| Cam Ward      | 23 | 15 | 8 | 1 320 | 47 | 2  | 2,14 | 92 %   | 1 | 0   |
| Martin Gerber | 6  | 1  | 1 | 221   | 13 | 1  | 3,53 | 85,6 % | 0 | 4   |

## Récompenses
- Coupe Stanley
- Trophée Prince de Galles
- Trophée Conn-Smythe — Cam Ward
- Trophée Frank-J.-Selke — Rod Brind'Amour